# شهر آکونیا
شهر آکونیا (به اسپانیایی: Acuña Municipality) در مکزیک است که در کواویلا واقع شده‌است.

## خصوصیات
شهر آکونیا ۱۱٬۴۸۷٫۷ کیلومترمربع مساحت و ۱۳۶٬۷۵۵ نفر جمعیت دارد.